# Роберт Вон
Роберт Вон (англ. Robert Vaughn; 22 листопада 1932 — 11 листопада 2016) — американський актор.

## Життєпис
Роберт Вон народився 22 листопада 1932 року у місті Нью-Йорк. Батько Джеральд Волтер Вон — радіоведучий, мати Марселла Франсіс — театральна акторка. Після розлучення батьків, Вон жив у Міннеаполісі з бабусею та дідусем, поки його мати подорожувала. Після закінчення середньої школи North High School, Роберт Вон вступив до Університету Міннесоти на факультет журналістики, але за рік кинув навчання і з матір'ю переїхав у Лос-Анджелес. Там він навчався в державному коледжі прикладних мистецтв і наук, де він дістав ступінь магістра в галузі театрального мистецтва. У 1970 році, вже після початку акторської кар'єри, Роберт Вон здобув вищу освіту і ступінь доктора філософії в Університеті Південної Каліфорнії, де захистив дисертацію за темою «Вивчення чорних списків шоу-бізнесу».
Роберт Вон помер від лейкозу у віці 83 років, у колі своєї родини.

## Кар'єра
Акторський дебют Вона відбувся в листопаді 1955 року в телесеріалі «Медик». На великому екрані з'явився за рік у фільмі «Десять заповідей». Після закінчення служби в армії Роберт Вон повернувся в кіно, і в 1959 році за роль Честера Гвінна в драмі «Молоді філадельфійці» номінувався на «Оскар» і «Золотий глобус». Наступною великою роллю актора став герой Лі в класичному вестерні «Неперевершена сімка» (1960), адаптація філософської драми Акіри Куросави «Сім самураїв». У 1963 році Роберт Вон зіграв роль лейтенанта Раймонда Рембріджа в телесеріалі «Лейтенант». У 1964 році отримав головну роль секретного агента Наполеона Соло в новому телесеріалі «Людина від U.N.C.L.E.». Для актора ця роль стала однією з найбільш відомих на телебаченні і принесла йому дві номінації на «Золотий глобус». Актор з'явився у поліцейському трилері «Булліт» (1968) разом зі Стівом Макквіном, де за роль сенатора Волтера Чалмерса був номінований на премію «BAFTA». У 1977 році став володарем премії «Еммі» за роль Френка Флаєрті в телесеріалі «Вашингтон: За зачиненими дверима» в номінації найкращий актор другого плану в драматичному серіалі. У подальші роки Роберт Вон продовжував зніматися на телебаченні і в кіно, де йому в основному діставалися ролі у фільмах категорії «B». Серед його численних робіт ролі в телесеріалах: «Коломбо», «Мисливець Джон», "Команда «А», «Готель», «Вона написала вбивство», «Вокер, техаський рейнджер», «Діагноз: Вбивство», «Захисники», «Правосуддя Берка», «Закон і порядок». У 1998 році на Голлівудській алеї слави була відкрита зірка Роберта Вона, якої він удостоївся за внесок в американський кінематограф.

## Особисте життя
У 1974 році Роберт Вон одружився з актрисою Лінді Стааб, з якою усиновив двох дітей Кесседі і Кейтлін.
Роберт Вон — член Демократичної партії США.

## Фільмографія

### Актор
| Рік       |    | Українська назва                      | Оригінальна назва                             | Роль                             |
| --------- | -- | ------------------------------------- | --------------------------------------------- | -------------------------------- |
| 1955      | с  | Медик                                 | Medic                                         | доктор Чарльз Ліел               |
| 1955      | с  | Люкс-відео театр                      | Lux Video Theatre                             | Френк                            |
| 1956      | с  | Ви там                                | You Are There                                 | солдат                           |
| 1956      | с  | Як обертається світ                   | As the World Turns                            | Рік Гемлін                       |
| 1956      | с  | Велике місто                          | Big Town                                      |                                  |
| 1956      | с  | Фронтьєр                              | Frontier                                      | Кліфф                            |
| 1956      | с  | Вест-Пойнт                            | West Point                                    | кадет Гоморофф                   |
| 1956      | с  | Мільйонер                             | The Millionaire                               | Джей Пауерс                      |
| 1956      | с  | Батько знає найкраще                  | Father Knows Best                             | містер Бікман                    |
| 1956—1957 | с  | Театр Зейна Грея                      | Zane Grey Theater                             | Біллі Джек / Джонні Адлер        |
| 1956—1957 | с  | Димок зі ствола                       | Gunsmoke                                      | Енді Боуерс / Кід                |
| 1956      | ф  | Десять заповідей                      | The Ten Commandments                          | епізод                           |
| 1957—1959 | с  | Театр 90                              | Playhouse 90                                  | Ерл Рендольф / Стів Спрок        |
| 1957—1961 | с  | Історії Веллс-Фарго                   | Tales of Wells Fargo                          | Біллі Брігоде / Біллі Кід        |
| 1957      | с  | Телефонний час                        | Telephone Time                                | принц Альберт                    |
| 1958      | с  | Мережа                                | Dragnet                                       |                                  |
| 1958      | с  | Паніка!                               | Panic!                                        | Френк Елліот                     |
| 1958      | с  | Файл Волтера Вінчелла                 | The Walter Winchell File                      | Коул                             |
| 1958      | с  | Детектив Майк Гаммер                  | Mike Hammer                                   | Генк Барлоу                      |
| 1958      | с  | Вертольоти                            | Whirlybirds                                   | доктор Боб Діксон                |
| 1958      | с  | Стрілець                              | The Rifleman                                  | маршал Ден Віллард               |
| 1958—1960 | с  | Караван возів                         | Wagon Train                                   | Роджер Бігелоу / Рой Пелам       |
| 1959      | с  | Зорро                                 | Zorro                                         | Мігель Роверто                   |
| 1959      | с  | Бронко                                | Bronco                                        | шериф Ллойд Стовер               |
| 1959      | с  | Патрульний                            | State Trooper                                 | Грегоре Джонс                    |
| 1959      | с  | Річковий човен                        | Riverboat                                     | Роджер Мовбай                    |
| 1959      | с  | Упізнання                             | The Lineup                                    | Барт Вейд                        |
| 1959      | с  | Альфред Гічкок представляє            | Alfred Hitchcock Presents                     | Арт                              |
| 1959      | с  | Міста Вічита                          | Wichita Town                                  | Френк Воррен                     |
| 1959      | с  | Закон жителя рівнин                   | Law of the Plainsman                          | Росс Дрейк / Теодор Рузвелт      |
| 1960      | с  | Театр Алкоа                           | Alcoa Theatre                                 | лейтенант Дейв Гатчінс           |
| 1960      | с  | Бунтар                                | The Rebel                                     | Аса Банністер                    |
| 1960      | с  | Чоловік у космосі                     | Men Into Space                                | Перрі Голкомб                    |
| 1960      | с  | Людина з Блекгоук                     | The Man from Blackhawk                        | Гейворт                          |
| 1960      | с  | Шах і мат                             | Checkmate                                     | Абнер Бенсон                     |
| 1960      | с  | Ларамі                                | Laramie                                       | Сенді Кайлі                      |
| 1960      | с  | Дюпон шоу з Джун Еллісон              | The DuPont Show with June Allyson             | доктор Гай Коллінс               |
| 1961      | с  | Західний диліжанс                     | Stagecoach West                               | Батлер Буелл                     |
| 1961      | с  | Трилер                                | Thriller                                      | доктор Френк Корделл             |
| 1961      | с  | Акванавти                             | The Aquanauts                                 | Вес Грейсон                      |
| 1961      | с  | Асфальтові джунглі                    | The Asphalt Jungle                            | Воррен Скотт                     |
| 1961      | с  | Йди за Сонцем                         | Follow the Sun                                | Альберт / Ральф Борден           |
| 1961      | с  | 87-й поліцейський відділок            | 87th Precinct                                 | Сордо                            |
| 1962      | с  | Сотня Каїна                           | Cain's Hundred                                | Філліп Колеран                   |
| 1962      | с  | Шоу Діка Пауелла                      | The Dick Powell Show                          | Данстер Ловелл                   |
| 1962      | с  | Театр таємниць Крафта                 | Kraft Mystery Theater                         | Білл Гарднер                     |
| 1962      | с  | Бонанца                               | Bonanza                                       | Люк Мартін                       |
| 1962—1963 | с  | Одинадцята година                     | The Eleventh Hour                             | Марк / Пітер Воррен              |
| 1963—1964 | с  | Лейтенант                             | The Lieutenant                                | капітан Рей Ребрідж              |
| 1963      | с  | Імперія                               | Empire                                        | капітан Пол Терман               |
| 1963      | с  | Вірджинець                            | The Virginian                                 | Саймон Слайн                     |
| 1963      | с  | Недоторканні                          | The Untouchables                              | Чарлі Аргос                      |
| 1963      | с  | Шоу Діка Ван Дайка                    | The Dick Van Dyke Show                        | Джим Дпрлінг                     |
| 1963      | с  | Сансет-Стріп, 77                      | 77 Sunset Strip                               | Дуглас Міліндер                  |
| 1963      | ф  | Сторож                                | The Caretakers                                | Джим Мелфорд                     |
| 1964—1968 | с  | Агенти U.N.C.L.E.                     | The Man from U.N.C.L.E.                       | Наполеон Соло                    |
| 1965—1966 | с  | Шоу Реда Скелтона                     | The Red Skelton Show                          | Віктор Вірту / офіцер Макгвайр   |
| 1966      | с  | Будь ласка, не їжте ромашок           | Please Don't Eat the Daisies                  | Наполеон Соло                    |
| 1967      | ф  | Каратисти-вбивці                      | The Karate Killers                            | Наполеон Соло                    |
| 1968      | ф  | Булліт                                | Bullitt                                       | Волтер Чалмерс                   |
| 1968      | с  | Одне життя, щоб жити                  | One Life to Live                              |                                  |
| 1970      | ф  | Юлій Цезар                            | Julius Caesar                                 | Сервилій Каска                   |
| 1972—1974 | с  | Захисники                             | The Protectors                                | Гаррі Руле                       |
| 1974      | с  | Вчорашній свідок                      | Witness to Yesterday                          | Томас Пайн                       |
| 1974      | ф  | Пекло в піднебессі                    | The Towering Inferno                          | сенатор Паркер                   |
| 1975      | ф  | Няня                                  | La baby sitter                                | Стюарт Чейз                      |
| 1975—1976 | с  | Жінка-поліцейський                    | Police Woman                                  | Лу Малік / Андрю Сіммс           |
| 1975—1976 | с  | Коломбо                               | Columbo                                       | Чарлі Клей / Гайден Дензіджер    |
| 1977      | ф  | Вторгнення зоряних кораблів           | Starship Invasions                            | професор Аллан Данкан            |
| 1976      | тф | Капітани і королі                     | Captains and the Kings                        | Чарльз Десмонд                   |
| 1977      | тф | Вашингтон: За зачиненими дверима      | Washington: Behind Closed Doors               | Френк Флаерті                    |
| 1978      | с  | Таємниці Едді Капри                   | The Eddie Capra Mysteries                     | Чарльз Пендрагон                 |
| 1978      | с  | Найвеличніші герої Біблії             | Greatest Heroes of the Bible                  | Даріус                           |
| 1979      | тф | Повстанці                             | The Rebels                                    | Сет Маклін                       |
| 1979      | с  | Відділ 5-О                            | Hawaii Five-O                                 | Себастіан Роланде                |
| 1980      | с  | Мисливець Джон                        | Trapper John, M.D.                            | Т.К. Шелдон                      |
| 1980      | тф | Оглядач пліток                        | The Gossip Columnist                          | Марк Кейс                        |
| 1980      | ф  | Ангар 18                              | Hangar 18                                     | Гордон Кейн                      |
| 1980      | ф  | Вірус (фільм, 1980)                   | Virus                                         | сенатор Барклі                   |
| 1981      | с  | Човен кохання                         | The Love Boat                                 | Чарлі Періс                      |
| 1982      | тф | Усередині Третього Рейху              | Inside the Third Reich                        | Маршал Мілч                      |
| 1982      | тф | Сині та сірі                          | The Blue and the Gray                         | сенатор Рейнольдс                |
| 1983      | ф  | Супермен 3                            | Superman III                                  | Росс Вебстер                     |
| 1983      | с  | Готель                                | Hotel                                         | вбивця                           |
| 1984      | с  | Автостопщик                           | The Hitchhiker                                | доктор Крістофер Гамільтон       |
| 1985      | тф | Вічнозелений                          | Evergreen                                     | Джон Бредфорд                    |
| 1985      | тф | Міжнародний аеропорт                  | International Airport                         | капітан Пауелл                   |
| 1985—1992 | с  | Вона написала вбивство                | Murder, She Wrote                             | різні ролі                       |
| 1986      | с  | Стингрей                              | Stingray                                      | безіменний майстер               |
| 1986—1987 | с  | Команда А                             | The A-Team                                    | генерал Гант Стоквелл            |
| 1986      | тф | Морроу                                | Murrow                                        | президент Франклін Рузвельт      |
| 1986      | тф | Принц Бель-Ейру                       | Prince of Bel Air                             | Стенлі Stanley Ауербах           |
| 1986      | ф  | Схід «Чорного Місяця»                 | Black Moon Rising                             | Ед Райленд                       |
| 1986      | ф  | Загін «Дельта»                        | The Delta Force                               | генерал Вудбрідж                 |
| 1987      | тф | Відчайдушний                          | Desperado                                     | шериф Джон Вейлі                 |
| 1987      | тф | Нічна дубинка                         | Nightstick                                    | Рей Мелтон                       |
| 1987      | ф  | Ренегат                               | Renegade                                      | Лоусон\Ленні Ковач               |
| 1988      | с  | Театр Рея Бредбері                    | The Ray Bradbury Theater                      | Джером Хакслі                    |
| 1989      | с  | Мисливець                             | Hunter                                        | заступник Кертіс Мурехед         |
| 1989      | ф  | Це адекватно                          | That's Adequate                               | Адольф Гітлер                    |
| 1989      | ф  | Річка смерті                          | River of Death                                | доктор Вольфганг Мантейфел       |
| 1989      | ф  | Поворот на Трансільванію              | Transylvania Twist                            | Лорд Байрон Орлок                |
| 1990      | ф  | Поховані живцем                       | Buried Alive                                  | Гері Джуліан                     |
| 1990      | ф  | Непотоплювані                         | Going Under                                   | Веджвуд                          |
| 1990      | тф | Перрі Мейсон: Справа зневіреної дочки | Perry Mason: The Case of the Defiant Daughter | Джей Кореллі                     |
| 1990      | тф | Темний месник                         | Dark Avenger                                  | комісар Пітер Кінгорн            |
| 1991      | с  | Кохання з першого погляду             | Love at First Sight                           | Гаррі Вінфілд                    |
| 1992      | с  | Місце злочину                         | Tatort                                        | колонел Гаврон                   |
| 1992      | тф | Сліди слави                           | Tracks of Glory                               | містер Морріс                    |
| 1992      | тф | Лінкольн                              | Lincoln                                       | Ісаак Арнольд                    |
| 1993      | с  | Небезпечний театр                     | Danger Theatre                                | господар                         |
| 1994      | с  | Сирени                                | Sirens                                        | Нед Велан                        |
| 1993—1994 | с  | Кунг-фу: Відродження легенди          | Kung Fu: The Legend Continues                 | Ріккер                           |
| 1995      | тф | Втеча на Відьмину гору                | Escape to Witch Mountain                      | Едвард Болт                      |
| 1995      | тф | Танцюючи в темряві                    | Dancing in the Dark                           | Денніс Форбс                     |
| 1995      | с  | Правосуддя Берка                      | Burke's Law                                   | Вільям Шейн                      |
| 1996      | с  | Вокер, техаський рейнджер             | Walker, Texas Ranger                          | доктор Стюарт Різор              |
| 1996—1997 | с  | Діагноз: убивство                     | Diagnosis Murder                              | Александер Дрейк / Білл Страттон |
| 1996—1998 | с  | Няня                                  | The Nanny                                     | Джеймс Шеффілд                   |
| 1997      | ф  | Розум Менно                           | Menno's Mind                                  | сенатор Захарі Пауелл            |
| 1997—1998 | с  | Закон і порядок                       | Law & Order                                   | Карл Андертон                    |
| 1998—2000 | с  | Чудова сімка                          | The Magnificent Seven                         | суддя Орен Тревіс                |
| 1998      | в  | Спецагент                             | The Company Man                               | контроль 5                       |
| 1998      | ф  | Острів Маккінсі                       | McCinsey's Island                             | Волтер Денкінс                   |
| 1998      | ф  | Посланник                             | The Sender                                    | Рон Фейрфакс                     |
| 1999      | мс | Перерва                               | Recess                                        | містер Вайт                      |
| 1999      | с  | Вартовий                              | The Sentinel                                  | Вінс Діл                         |
| 2003      | ф  | Щаслива година                        | Happy Hour                                    | Таррес-старший                   |
| 2004—2012 | с  | Віртуози                              | Hustle                                        | Альберт Строллер                 |
| 2006      | с  | Закон і порядок: Спеціальний корпус   | Law & Order: Special Victims Unit             | Тейт Спір                        |
| 2007      | с  | Сім'я року                            | Family of the Year                            | Сонті Голловей                   |
| 2008      | тф | Вердикт                               | The Verdict                                   | Луціус                           |
| 2008      | с  | Наша Бріташа в Америці                | Little Britain USA                            | Пол Гетті II                     |
| 2012      | с  | Вулиця коронації                      | Coronation Street                             | Мілтон Феншоу                    |
| 2014      | с  | Плейхаус                              | Playhouse Presents                            | Айріс                            |

### Режисер
| Рік  |   | Українська назва   | Оригінальна назва | Роль    |
| ---- | - | ------------------ | ----------------- | ------- |
| 1973 | с | Захисники          | The Protectors    | режисер |
| 1976 | с | Жінка-поліцейський | Police Woman      | режисер |